# Петропавловський район (Північноказахстанська область)
Петропа́вловський район (рос. Петропавловский район) — адміністративна одиниця третього порядку у складі Казахської РСР, що існувала у 1930—1957 роках. Адміністративний центр — місто Петропавловськ.

## Історія
17 січня 1928 року у складі Кзил-Джарського (пізніше Петропавловського) округу було утворено Ворошиловський район та Трудовий район, центрами обох було місто Петропавловськ.
17 грудня 1930 року Петропавловський округ, як і усі інші округи, було ліквідовано, райони були укрупнені та переведені у пряме підпорядкування республіці. Ліквідований Ворошиловський район був розділений між Булаєвським та Ленінським районом, ліквідований Трудовий район — між Булаєвським та Бейнеткорським районами, частини Ворошиловського та Трудового району утворили новий Петропавловський район.
11 січня 1932 року район був ліквідований, територія розділена між Булаєвським та Ленінським районами.
19 березня 1942 року район був відновлений у складі Північноказахстанської області. До його складу увійшли 7 сільрад: Архангельська, Бішкульська, Кривоозерська, Новокаменська, Новопавловська, Петерфельдська, Плоска.
Станом на 1951 рік у складі району перебувало 7 сільрад — Архангельська, Бішкульська, Кривозерська, Ново-Каменська, Ново-Павловська, Петерфельдська, Плоська.
14 липня 1954 року населений пункт Центральна усадьба совхоза ДорУРС Петропавловської міськради передано до складу Бішкульської сільради Петропавловського району.
30 липня 1957 року до складу Якорської сільради включені села Прісновка та Соколовка Соколовської сільради сусіднього Соколовського району; до складу Бішкульської сільради включені села Карлуга, Красний Луч, Приішимка Надеждинської сільради сусіднього Приішимського району.
14 вересня 1957 року район був ліквідований, територія розділена між сусідніми районами:
- до складу Мамлютського району — Архангельська, Петерфельдська сільради
- до складу Полудінського району — Асановська сільрада
- до складу Приішимського району — Бішкульська сільрада
- до складу Соколовського району — Березовська, Якорська сільради